# 淄川区
淄川区（しせん-く）は、中華人民共和国山東省淄博市の市轄区。

## 歴史
428年（元嘉5年）に貝丘県として設置される。598年（開皇18年）に淄川県と改称され、清末まで踏襲された。1955年に楊寨、洪山、崑崙の3区が設置されたら、1956年2月に楊寨、崑崙両県が統合され淄川区が設置され、さらに1958年4月には洪山区を併合し現在の淄川区が成立した。

## 行政区画
- 街道：般陽路街道、松齢路街道、鐘楼街道、将軍路街道
- 鎮：崑崙鎮、嶺子鎮、西河鎮、竜泉鎮、寨里鎮、羅村鎮、洪山鎮、双楊鎮、太河鎮

## 出身者
- 蒲松齢